# 実光院
実光院（じっこういん）は、京都市左京区大原勝林院町にある天台宗の寺院。大原寺勝林院の塔頭。山号は魚山。本尊は地蔵菩薩。三千院の北にある。寺紋は細川桜である。

## 歴史
宝泉院とともに大原寺勝林院の塔頭の一つとして創建される。その後、後鳥羽天皇第10皇子の梶井宮門跡尊快法親王により、境内に後鳥羽天皇と順徳天皇の遺骨を安置して陵が造成された。
後に廃れてしまったが、応永年間（1394年 - 1428年）に宗信法印によって復興された。
1919年（大正8年）、境内にある後鳥羽天皇と順徳天皇の陵を整備するために宮内省の命令で移転することとなった。移転先は道を挟んで正面にある同じく勝林院の塔頭であった理覚院と普賢院の地である。両院とも既に無住となっていたが、この二院を統合してこの両院の地に移転することとなった。
こうして実光院があった旧地は、後鳥羽天皇大原陵と順徳天皇大原陵とされた。

## 境内

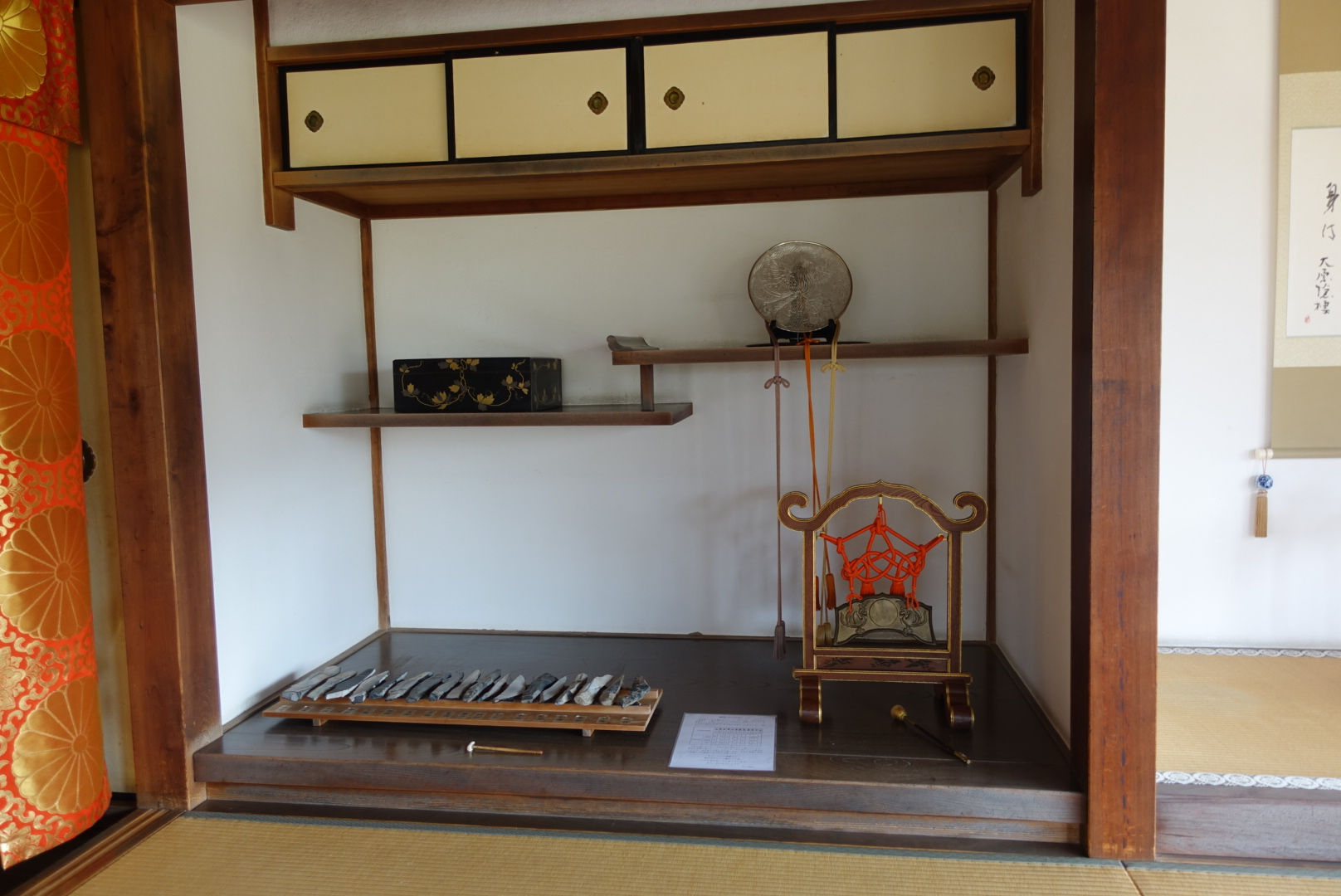
実光院の床の間

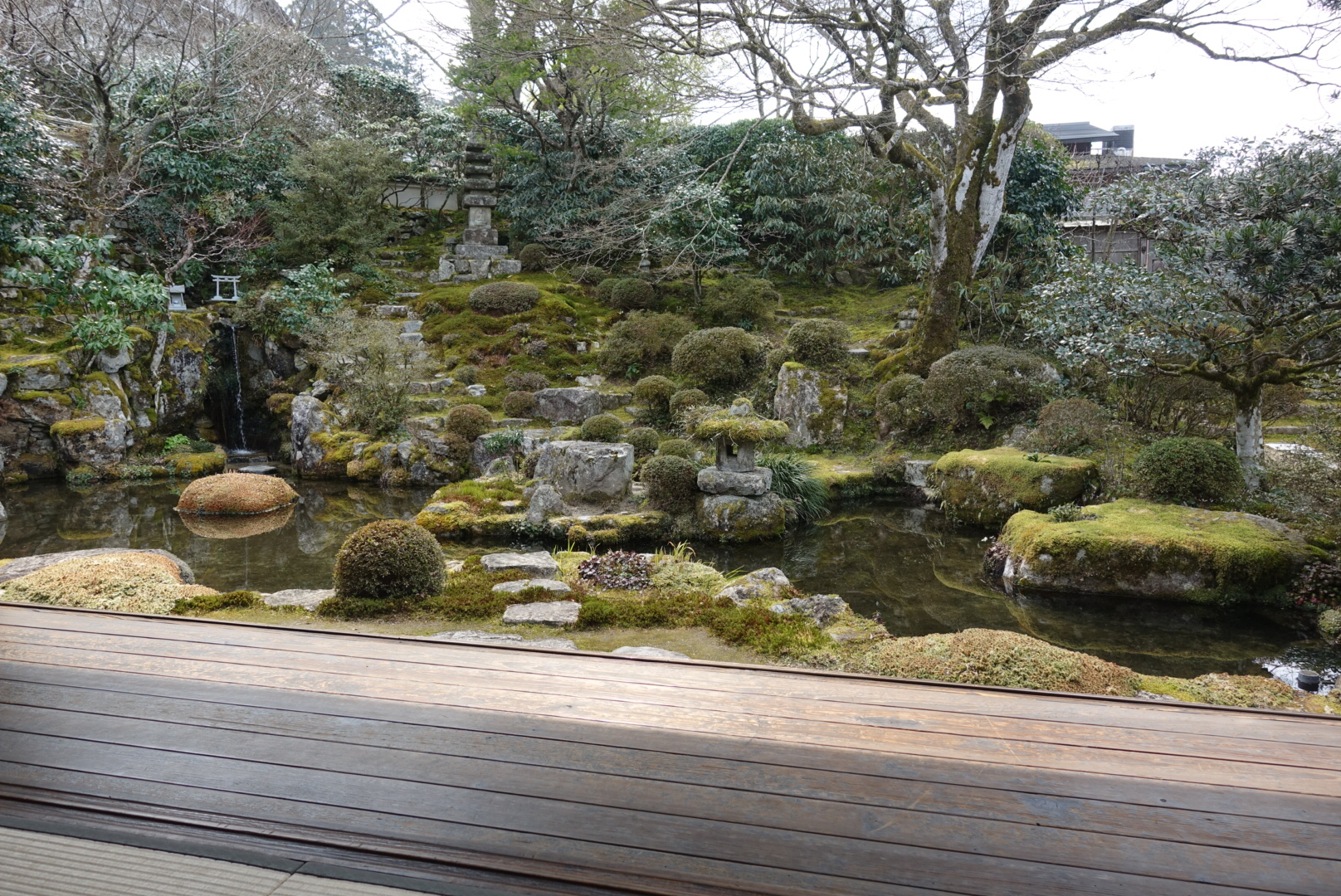
実光院庭園

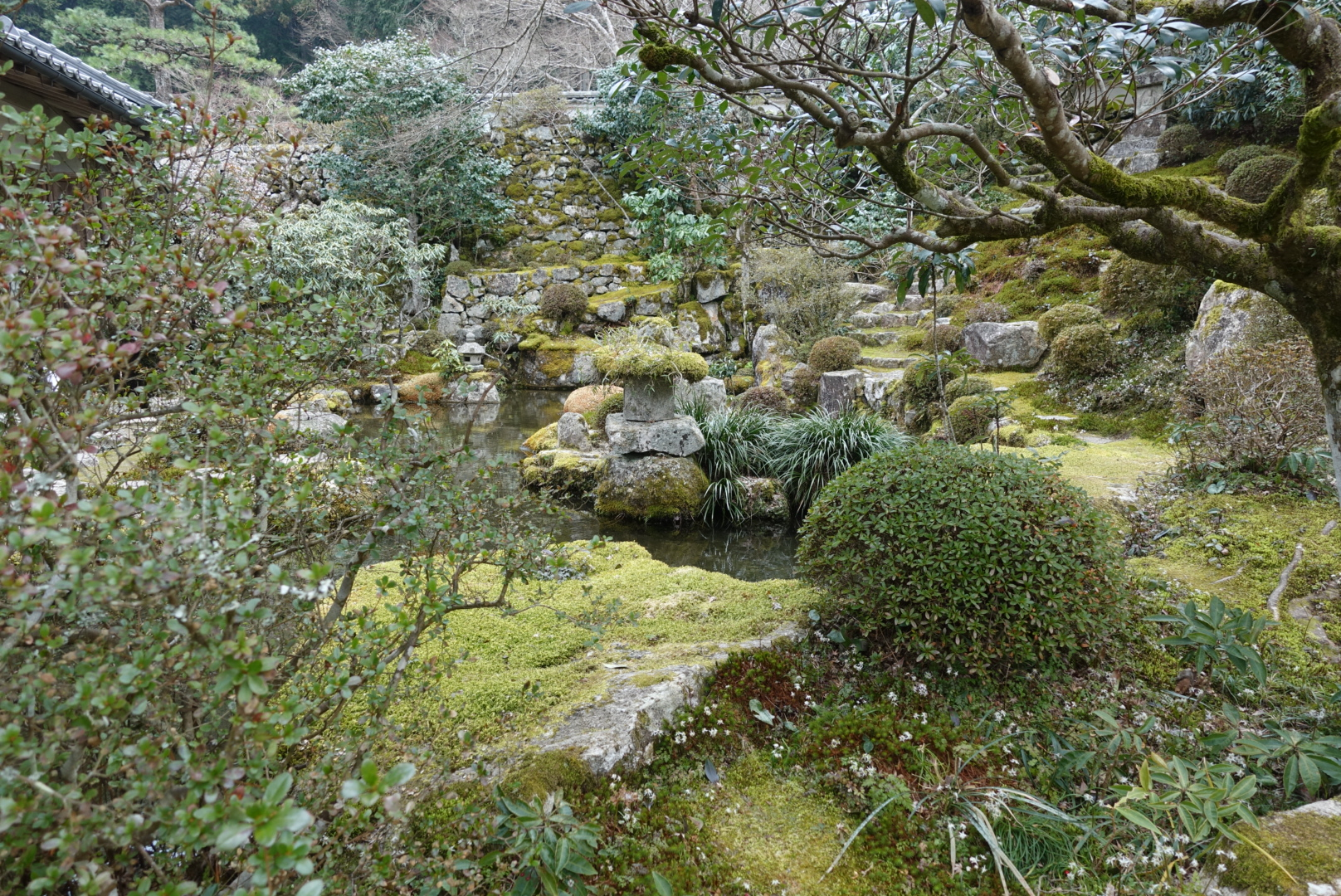
実光院庭園

- 客殿 - 1921年（大正10年）に建てられた[4]。本尊として延命地蔵菩薩坐像が安置されており、脇侍には不動明王と毘沙門天が祀られる。床の間などには声明関係資料や楽器類が展示されており、バチが付属するものは自由に鳴らして実際に音色を確かめることができる。欄間には江戸時代中期の狩野派による十六詩仙画がかけられている[5]。
- 庫裏
- 庭園「契心園」 - 池泉鑑賞式庭園[6]。旧普賢院以来現存する庭園で、客殿の南側に位置する。江戸時代後期の作庭。律川から引いた滝を落とす心字池がある。心字池を三途の川、対岸の築山を極楽浄土に見立てている。築山の松は鶴を、池の島は亀を表している[7]。
- 五重石塔
- 旧理覚院庭園 - 池泉回遊式庭園。客殿の西側に位置する。旧理覚院の荒廃していた庭を歴代の住職が整備したもので、金毘羅山や小塩山を借景とするために庭木を低く仕立てた開放的な庭園となっている。多くの山野草が地植えされているため四季折々の花が楽しめる[8]。
- 不断桜 - 旧理覚院庭園には樹齢100年を超える十月桜が植えられており、不断桜と銘されている[2]。この桜は10月初旬に開花し、11月中頃に秋の満開を迎える。冬になると開花のペースが落ち花の量が減るがわずかづつ花を咲かせ、4月初旬に再び春の満開を迎える[9]。10月から翌年4月まで絶えずに花を咲かせ続けるため、秋には紅葉と桜、冬には雪と桜、春には石楠花と桜を同時に見ることができる。
- 茶室「理覚庵」 - 1975年（昭和50年）築。
- 山門

## アクセス
- 京都バス停大原から徒歩11分。